# TIM/TOM 복합체

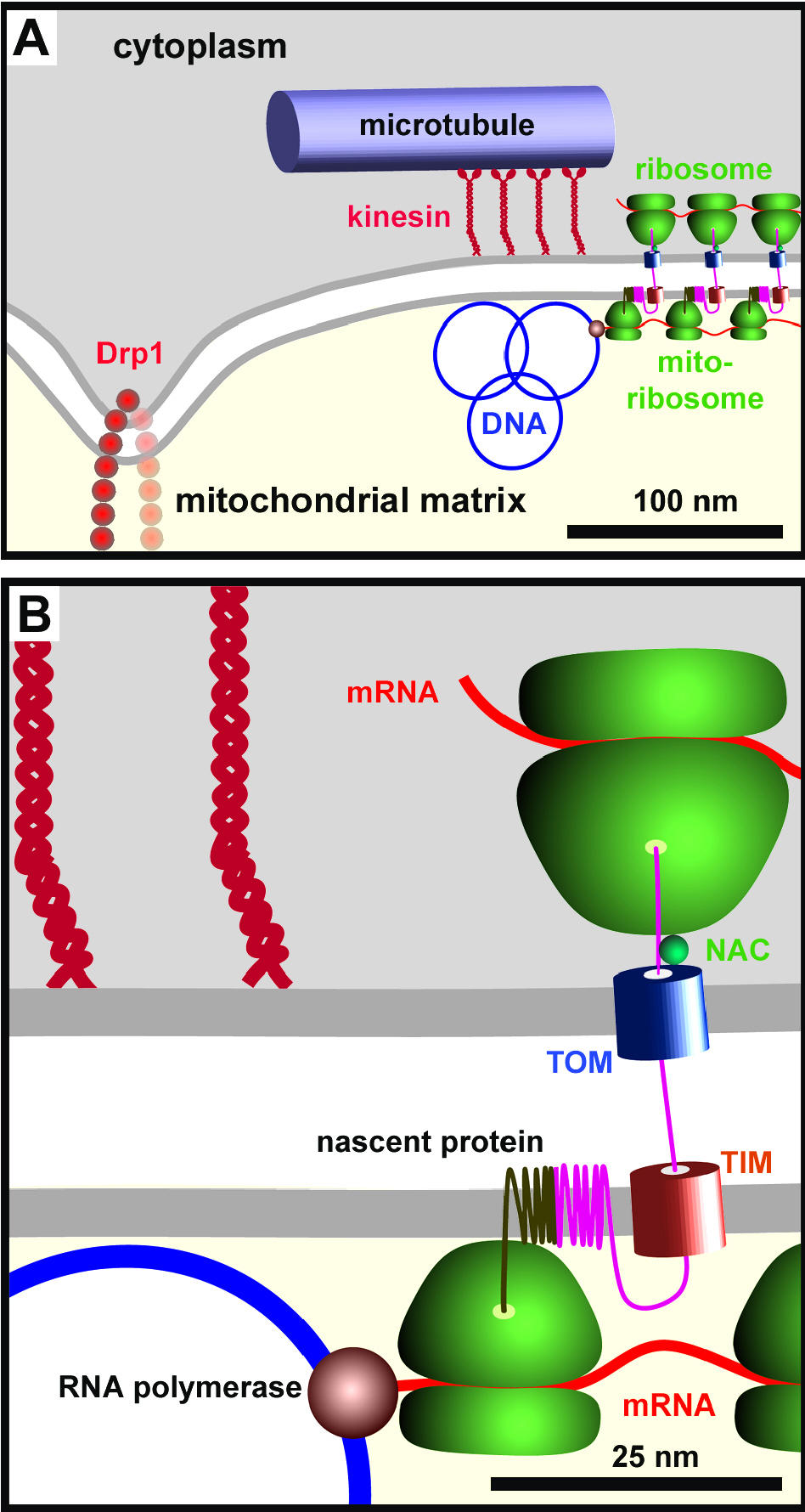
미토콘드리아 DNA 구성 단백질의 단순화된 표현(상단 이미지). 미토콘드리아 외막의 TOM 복합체와 미토콘드리아 내막의 TIM 복합체 및 단일 리보솜의 클로즈업(하단 이미지). 초기 막관통 단백질은 표적 펩타이드(표시되지 않음)가 절단되는 미토콘드리아 막으로 공급된다.

TIM/TOM 복합체(영어: TIM/TOM complex)는 산화적 인산화에 사용하기 위해 핵 DNA로부터 생성된 단백질을 미토콘드리아 막을 통해 자리옮김시키는 생화학에서의 단백질 복합체이다. 효소학에서 이 복합체는 미토콘드리아 단백질 수송 ATPase(영어: mitochondrial protein-transporting ATPase) (EC 7.4.2.3) 또는 보다 계통적으로 ATP 포스포하이드롤레이스 (미토콘드리아 단백질 유입)(영어: ATP phosphohydrolase (mitochondrial protein-importing))으로 설명되는데 TIM 부분이 작동하려면 ATP 가수분해가 필요하기 때문이다.
미토콘드리아에 필요한 단백질들 중 13가지만이 미토콘드리아 DNA에 암호화되어 있다. 미토콘드리아로 향하는 대부분의 단백질들은 핵에서 암호화되고 세포질에서 합성된다. 이들은 N-말단 또는/및 C-말단 신호서열에 의해 태그된다. 핵으로부터 세포질을 통해 이동한 후 신호서열은 외막의 자리옮김효소(TOM) 복합체에 있는 수용체 단백질에 의해 인식된다. 신호 서열과 폴리펩타이드 사슬의 인접한 부분은 TOM 복합체에 삽입된 다음 외막과 내막 사이의 근접한 접촉 부위에서 일시적으로 연결되는 것으로 가정되는 내막의 자리옮김효소(TIM) 복합체와 상호작용을 시작한다. 그런 다음 신호 서열은 미토콘드리아 내막을 가로지르는 전기화학적 수소 이온 기울기를 필요로 하는 과정에서 미토콘드리아 기질로 자리옮김하게 된다. 미토콘드리아 Hsp70은 폴리펩타이드 사슬의 영역에 결합하고 미토콘드리아 기질로 이동할 때 펼쳐진 상태를 유지한다.
ATP가수분해효소(ATPase) 도메인은 단백질 Hsp70과 소단위체 Tim44가 상호작용을 하는 데에 필수적이다. ATPase가 없으면 카복시 말단 부분은 Tim44의 단백질에 결합할 수 없다. mtHsp70이 ATPase 도메인의 뉴클레오타이드 상태를 알파 나선 A와 B로 전달함에 따라 Tim44는 펩타이드 결합 도메인과 상호작용하여 단백질 결합을 조정한다.

## TIC/TOC 복합체와 TIM/TOM 복합체
TIM/TOM 복합체는 단백질을 미토콘드리아 막으로 수송한다는 점에서 엽록체의 내막과 외막에 위치한 TIC/TOC 복합체와 기능적으로 유사하다. 둘 다 삼인산을 가수분해하지만, 이들은 진화적으로 서로 관련이 없다.

## 같이 보기
- 내막의 자리옮김효소 (TIM)
- 외막의 자리옮김효소 (TOM)
- TIC/TOC 복합체

## 참고 문헌
- Bömer U, Meijer M, Maarse AC, Hönlinger A, Dekker PJ, Pfanner N, Rassow J (May 1997). “Multiple interactions of components mediating preprotein translocation across the inner mitochondrial membrane”. 《The EMBO Journal》 16 (9): 2205–16. doi:10.1093/emboj/16.9.2205. PMC 1169823. PMID 9171336.
- Berthold J, Bauer MF, Schneider HC, Klaus C, Dietmeier K, Neupert W, Brunner M (June 1995). “The MIM complex mediates preprotein translocation across the mitochondrial inner membrane and couples it to the mt-Hsp70/ATP driving system”. 《Cell》 81 (7): 1085–93. doi:10.1016/S0092-8674(05)80013-3. PMID 7600576.
- Voos W, Martin H, Krimmer T, Pfanner N (November 1999). “Mechanisms of protein translocation into mitochondria”. 《Biochimica et Biophysica Acta (BBA) - Reviews on Biomembranes》 1422 (3): 235–54. doi:10.1016/s0304-4157(99)00007-6. PMID 10548718.